# بلمفيلد، أعزب مسن
بلمفيلد، أعزب مسن (بالألمانية: Blumfeld, ein älterer Junggeselle) قصة قصيرة ألمانية غير مكتملة من تأليف الكاتب التشيكي فرانز كافكا، على الأرجح كتبها في بداية عام 1915، ونشرت للمرة الأولى في عام 1936 بعد وفاة كافكا باثنتي عشر سنة في مجموعة من قصصه القصيرة قام صديقه ماكس برود بتجميعها ونشرها في براغ تحت عنوان «وصف معركة» (Beschreibung eines Kampfes).
في عام 1990 تأسست فرقة الإندي بوب الألمانية «بلمفيلد» (en) في هامبورغ، حيث أخذت اسمها من الشخصية الرئيسية في هذه القصة.

## القصة
تتعامل القصة مع بلمفيلد الأعزب المسن الذي يعود في أحد الأيام إلى منزله فيجد هناك كرتان تتحركان صعوداً ونزولاً بدون تأثير أي قوى عليهما. الكرتان تتبعه أينما ذهب، ويظهر بوضوح أنها تسبب له الإزعاج. حتى اليوم التالي لا يتغير أي شيء، محاولاته للتخلص من الكرتان لم تجدي نفعاً. بعد أن يجد بلمفيلد حلاً واضحاً لمشكلته، يتجه إلى عمله وهناك نراه يتفاعل مع الأشخاص المحيطين به.